# 山田三方 (飛鳥・奈良時代)
山田 三方（やまだ の みかた）は、飛鳥時代から奈良時代にかけての貴族・学者。名は御方、御形とも記される。姓は史。官位は従五位上・周防守。

## 経歴
僧侶として新羅に留学して学問を修めたのち、持統天皇6年（692年）に還俗して務広肆に叙せられる。文武朝末の慶雲4年（707年）学問に優れていることを賞され、布・鍬・塩・穀物を与えられた。
元明朝の和銅3年（710年）に従五位下・周防守に叙任される。元正朝では、養老4年（720年）に従五位上に昇進する。養老5年（721年）正月に佐為王・山上憶良らと共に退朝後に教育係として皇太子・首皇子（のちの聖武天皇）に侍すよう命じられ、さらに同月元正天皇が学問に優れた者を褒賞した際には、文章に優れるとして絁15疋・絹糸15絇・麻布30端・鍬20口を賜与されている。養老6年（722年）には周防守在任中に官物を不正に横領した罪について、本来は免官となるべきところ恩赦により赦される。さらには盗み取った官物の弁償についても、家に一尺の布すらないこと、およびそれまでの学者としての功績を考慮され、特別に免除された。

## 人物
『懐風藻』に大学頭在任時に作成した3首の漢詩作品が採録されている。『万葉集』に4首の和歌を載せる三方沙弥と同一人物とする説もある。

## 官歴
注記のないものは『六国史』による。
- 持統天皇6年（692年） 10月11日：務広肆
- 時期不詳：正六位下
- 和銅3年（710年） 正月13日：従五位下。4月23日：周防守
- 時期不詳：大学頭[6]
- 養老4年（720年） 正月11日：従五位上